# 固態繼電器

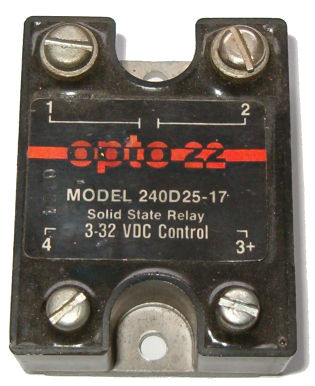
固態繼電器﹐主控端的控制訊號為 DC 3-32V﹐受控端最大可接受的負載為 AC 240V, 25A

固態繼電器（Solid State Relay，縮寫：SSR）是由半導體控制負載流經固態開關的無接點繼電器，輸入端係利用發光二極體、光電晶體、功率晶體等半導體電路所組成光耦合器，經內部控制電路觸發輸出端的矽控整流器（SCR）或雙向矽控整流器（TRIAC）進而導通負載電流，因此可以接受低壓直流或交流信號輸入之後，進而導通高壓、高功率之輸出電流，具隔離輸出入及控制高功率輸出電流之效果。
有些SSR也包含了突波保護器或过零偵測器以減少由暫態突波的衝擊或交流電壓變換時負載電流所產生火花。雖然元件中半導體能散熱，但是SSR經常還是需要加裝散熱裝置上以減少本體溫度升高。 
SSR通常使用在傳統電磁繼電器在快速ON/OFF週期時容易損壞的應用，一般用SSR有高達10萬次開關週期生命，而且SSR還可以使用傳統CMOS及TTL邏輯電路去激磁。:P.77~P.79
可用於取代一般電磁繼電器，廣泛使用於數位程序控制裝置。

## 工作原理
與繼電器（Relay）的基本原理相似，具有一側主控端與一側受控端；SSR 的主控端與受控端中間利用光耦合隔離，主控端加上直流或交流信號達到臨界電壓值或臨界電流值時，受控端就能從斷路轉變成通路狀態，所以可以讓小功率信號控制受控端的通路或斷路，進而控制大功率負載的開或關。:77
因為SSR主控端與受控端間由光耦合器控制，可阻隔主控端與受控端之間的干擾和絶緣問題。當負載較大時，可在負載兩端並聯壓敏電阻（Varistor）吸收突波，避免損壞SSR。並聯之壓敏電阻其電壓規格需要依照負載的電壓選用之。

## 內部組成

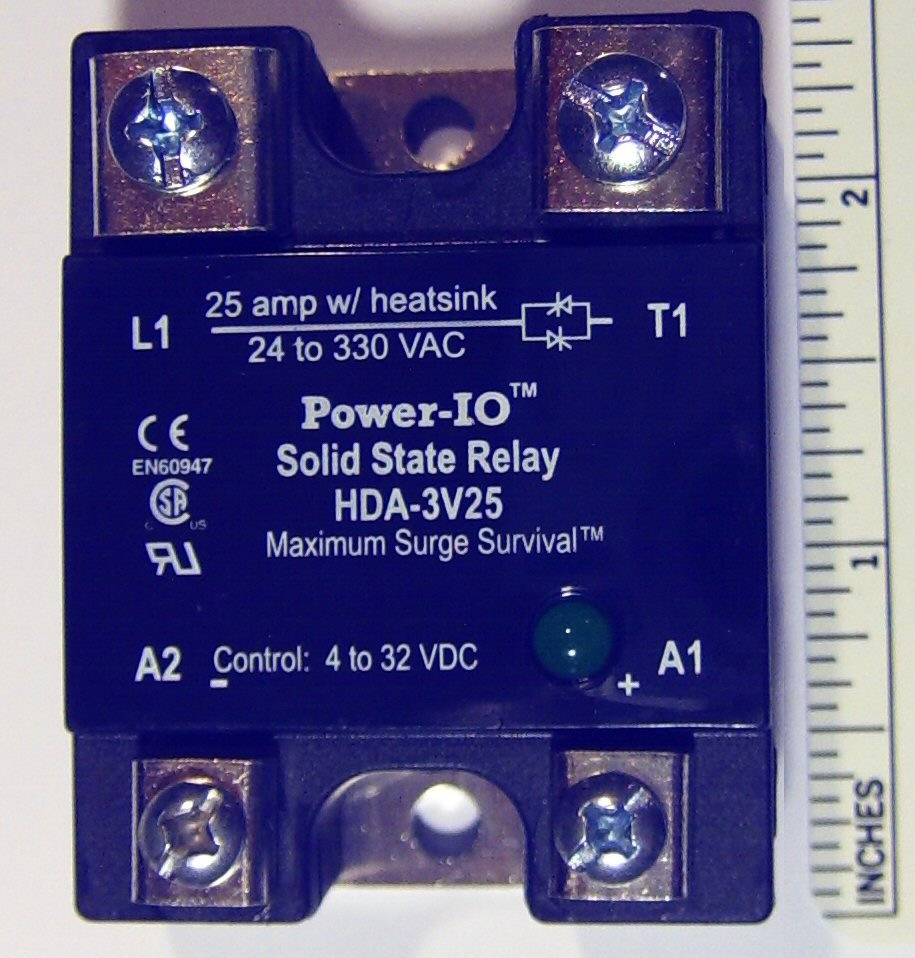
交流式固態繼電器外觀

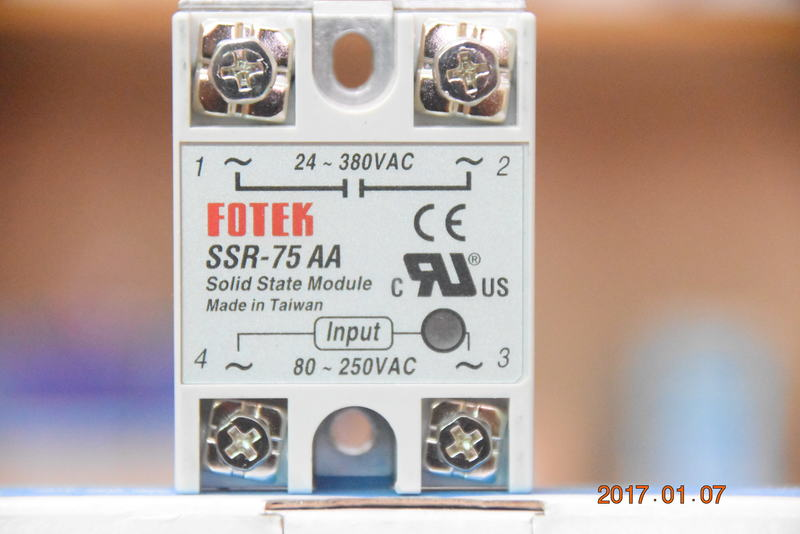
交流固態繼電器外觀

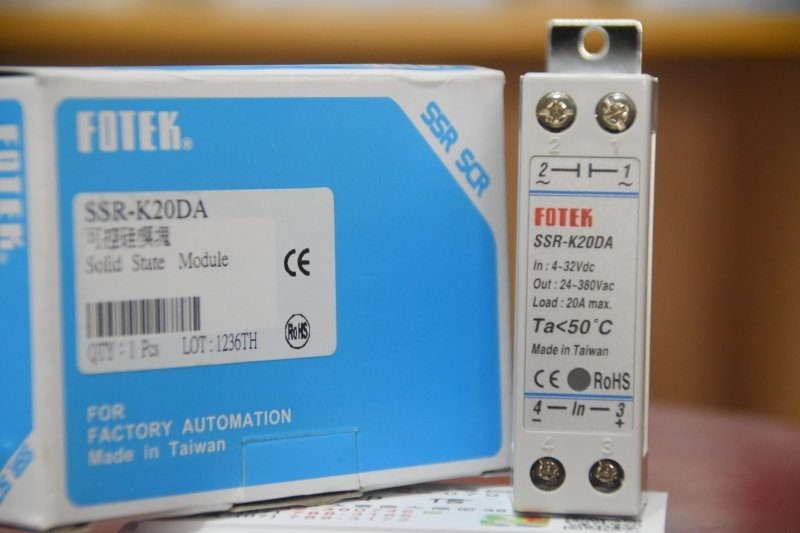
軌道式固態繼電器外觀

固態繼電器內部構造可由主控端電路、隔離耦合和受控端電路三部分組成。

## 類型

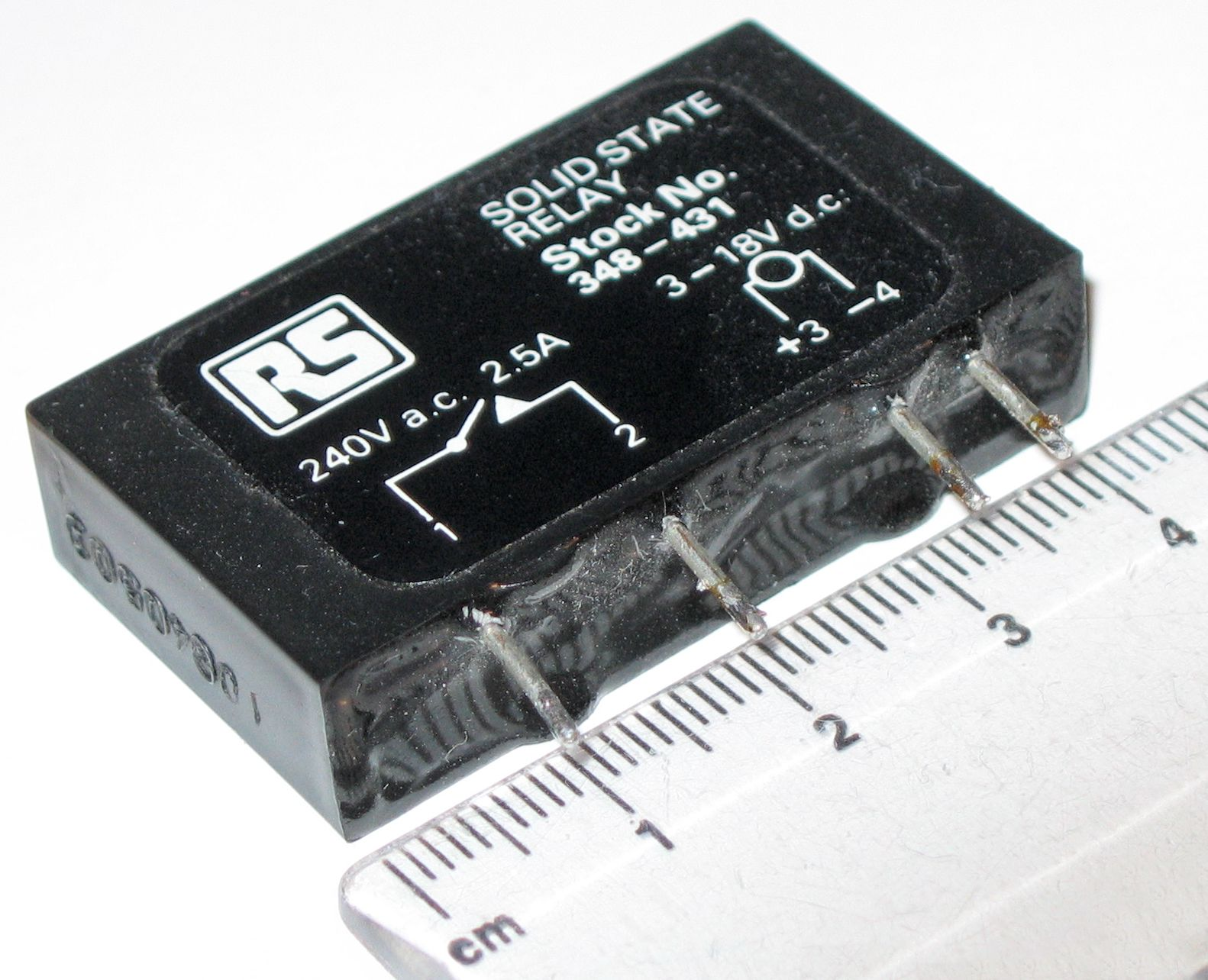
直流式固態繼電器外觀與大小

依照使用場合可以分為交流輸入和直流輸入兩大類型，其分別在交流或直流電源上做負載的開關，不可混合使用。
依照包裝設計不同而分成三類。
- 第一群包含2.5至40安培，可以裝在散熱片上的SSR，這些典型可以使用在直流或交流輸入電流。交流功率開關元件是TRIAC或是雙SCR。
- 第二群由8安培，120至240伏特輸出，並包裝成適於散熱片或面板裝置的SSR所組成。這些元件有內部突波吸收器（暫態保護線路）及壓入即動作端子（Push-On Terminal）給信號及電力連接。
- 第三群處理0.3至4安培，交流120至240伏特輸出。這種元件可以裝在印刷電路板上，典型高度在0.45英吋。[2]

## 優缺點
大多數SSR以阻燃型環氧樹脂為原料，採用灌封技術，使與外界隔離，具有良好的耐壓、防潮、防腐、抗震動等性能。具有工作安全可靠且壽命長、無觸點、無火花、無污染、高絕緣、超過2.5kv的高耐壓、低觸發電流、開關速度快、可與數位電路搭配，因為沒有像傳統電磁繼電器使用機械接點與輸入線圈，所以能在高衝擊、震動狀態環境下穩定工作，提高了使用壽命和可靠性，不至於產生觸點燃弧火花、回跳噪音，以及電磁干擾等問題；且因為輸入電壓範圍廣，需要驅動功率低，因此可與大多數的IC電路相容，不需另加緩衝器或驅動器，所以控制功率小、靈敏度與電磁相容性相對較好，轉換速率可達ms~μs等級。 
其缺點是因為大多數SSR採用一體成型設計，所以當負載增加時，將導致溫度升高，所以有必要加裝散熱座、保險絲，以此加強散熱效果。若因負載會對SSR產生脈衝性干擾，也會容易燒毀。如果應用於電動機控制時，機構停止後線圈端仍有電流存在等缺點，而且售價相對較高於傳統繼電器，因此比較未受到廣泛普及。 

## 應用
固態繼電器具有強度高、可耐衝擊且抗震動性強、輸入端驅動電流小，可容易在電腦與數位控制電路上裝置，廣泛用於電腦外部連結扈裝置、大功率可控矽觸發和工業自動化裝置等。像是恆溫器和電阻爐控制、交流電機控制、中間繼電器和電磁閥控制、複印機和全自動洗衣機控制、信號燈交通燈和閃爍器控制、照明和舞檯燈光控制、數控機械遙控系統、自動消防和保安系統等。SSR亦廣泛應用在石油化工、儀器設備、多種機械、電磁閥控制、數控機床、娛樂設施等自動化設備。特別適用於潮濕易腐蝕等惡劣環境及頻繁開關。

## 外部連結
- https://archive.today/20130912072957/http://www.vknow.com.tw/video/903/%E5%9B%BA%E6%85%8B%E7%B9%BC%E9%9B%BB%E5%99%A8%E4%BB%8B%E7%B4%B9%E4%BB%A5%E5%8F%8A%E5%85%B6%E5%8E%9F%E7%90%86 固態繼電器介紹以及其原理],VKnow影音知識網